# Formule 1 v roce 2001
Hned v úvodní Velké ceně Austrálie všech 11 týmu představilo nové vozy a na startu se objevili i čtyři nováčci: Enrique Bernoldi, Fernando Alonso, Juan Pablo Montoya a Kimi Räikkönen.
V Melbourne sezóna začala tragicky. Hned v úvodu závodu, v místě, které se nazývá Sports Center, došlo ke kolizi Ralfa Schumachera s Jacquesem Villeneuvem a utržený závěs s pneumatikou zasáhl traťového komisaře a na místě ho usmrtil. První vítězství Michaela Schumachera v nové sezóně se proto obešlo bez bouřlivých oslav. Tým Ferrari si vše vynahradil o dva týdny později v Malajsii, kde Schumachera na stupně vítězů doprovodil stájový kolega Barrichello. Na trati v Sepangu došlo k hromadné kolizi čtyř vozů poté, co z vozu Oliviera Panise unikl olej.
V brazilské grand prix našly rudé vozy přemožitele v podobě McLarenu pilotovaného Skotem Davidem Coulthardem. Podobná situace vznikla na okruhu Dina a Enza Ferrariho v Imole, kde na první vítězství v kariéře dosáhl Ralf Schumacher na voze Williams.
Mika Häkkinen daroval v posledním kole vítězství svému pronásledovateli, Michaelu Schumacherovi, když motor Mercedes v jeho voze nevydržel pekelné tempo a zadřel se. Síla stříbrných šípů se naplno projevila v následujícím závodě v Rakousku. I když Häkkinen odstoupil hned ve třetím kole, Coulthard dokázal porazit zbytek startovního pole.
Ferrari zcela ovládlo závod pořádaný v ulicích Monte Carla a na stupně vítězů je doprovodil i bývalý pilot Ferrari Eddie Irvine. Následující závody jsou rodinnou záležitostí bratrů Schumacherů. Zatímco Michael zvítězil na Nürburgringu, ve Francii, Maďarsku a Belgii, mladší Ralf dominoval v Montrealu a doma v Německu. Jejich vítězné tažení přerušil pouze Häkkinen v Británii. Michael Schumacher a stáj Ferrari si titul zajistili již pět závodů před koncem sezóny.
Luciano Burti, po hrůzostrašné nehodě při Grand Prix Německa, kdy jeho monopost létal vzduchem, znovu nezvládl vůz a havaroval v rychlosti přes 300 km/h při GP Belgie. Na poslední tři velké ceny ho v kokpitu nahradil Tomáš Enge a stal se tak prvním Čechem ve Formuli 1.
Závod v Monze a i následující v Indianapolis je poznamenán událostmi v USA, kde došlo k teroristickým akcím v New Yorku. Další rána osudu zasáhla dvojnásobného mistra série Indycar a bývalého pilota Formule 1, Alessandra Zanardiho, který při havárii na okruhu Lawtzering přišel o obě nohy. Pod tíhou všech těchto událostí ze světa velkých cen mizí dvojnásobný mistr světa Mika Häkkinen a Indianapolis je místem jeho posledního vítězství.

## Pravidla
Boduje prvních 6 jezdců podle klíče:
- První – 10 bodů
- Druhý – 6 bodů
- Třetí – 4 bodů
- Čtvrtý – 3 bodů
- Pátý – 2 body
- Šestý – 1 bod

- Maximálně 10 válcové nepřeplňované motory o objemu 3000 cc
- Minimální hmotnost vozů 600 kg

## Složení týmů
- Ferrari (Scuderia Ferrari Marlboro)
  - 1. Michael Schumacher
  - 2. Rubens Barrichello
- McLaren (West McLaren Mercedes)
  - 3. Mika Häkkinen
  - 4. David Coulthard
- Williams (BMW WilliamsF1 Team)
  - 5. Ralf Schumacher
  - 6. Juan Pablo Montoya
- Benetton (Mild Seven Benetton Renault)
  - 7. Giancarlo Fisichella
  - 8. Jenson Button
- B.A.R (Lucky Strike BAR Honda)
  - 9. Olivier Panis
  - 10. Jacques Villeneuve
- Jordan (B&H Jordan Honda)
  - 11. Heinz-Harald Frentzen, Jarno Trulli, Ricardo Zonta
  - 12. Jarno Trulli, Jean Alesi
- Arrows (Orange Arrows Asiatech)
  - 14. Jos Verstappen
  - 15. Enrique Bernoldi
- Sauber (Red Bull Sauber Petronas)
  - 16. Nick Heidfeld
  - 17. Kimi Räikkönen
- Jaguar (Jaguar Racing)
  - 18. Eddie Irvine
  - 19. Pedro de la Rosa, Luciano Burti
- Minardi (European Minardi F1)
  - 20. Alex Yoong, Tarso Marques
  - 21. Fernando Alonso
- Prost (Prost Acer)
  - 22. Jean Alesi, Heinz-Harald Frentzen
  - 23. Gaston Mazzacane, Luciano Burti, Tomáš Enge

## Velké ceny
| Datum               | Grand Prix                                  | Náhled | Akce               | Jezdec                  | Vůz                     | Stav MS            |
| ------------------- | ------------------------------------------- | ------ | ------------------ | ----------------------- | ----------------------- | ------------------ |
| 1. GP 4. březen     | Austrálie Albert Park (Výsledky)            |        | Závod              | Michael Schumacher      | Ferrari F2001           | Michael Schumacher |
| 1. GP 4. březen     | Austrálie Albert Park (Výsledky)            | Kolo   | Michael Schumacher | Ferrari F2001           |                         | Michael Schumacher |
| 1. GP 4. březen     | Austrálie Albert Park (Výsledky)            | Pole   | Michael Schumacher | Ferrari F2001           |                         | Michael Schumacher |
| 2. GP 18. března    | Malajsie Sepang (Výsledky)                  |        | Závod              | Michael Schumacher      | Ferrari F2001           | Michael Schumacher |
| 2. GP 18. března    | Malajsie Sepang (Výsledky)                  | Kolo   | Mika Häkkinen      | McLaren-Mercedes MP4-16 |                         | Michael Schumacher |
| 2. GP 18. března    | Malajsie Sepang (Výsledky)                  | Pole   | Michael Schumacher | Ferrari F2001           |                         | Michael Schumacher |
| 3. GP 1. duben      | Brazílie Interlagos (Výsledky)              |        | Závod              | David Coulthard         | McLaren-Mercedes MP4-16 | Michael Schumacher |
| 3. GP 1. duben      | Brazílie Interlagos (Výsledky)              | Kolo   | Ralf Schumacher    | Williams-BMW FW23       |                         | Michael Schumacher |
| 3. GP 1. duben      | Brazílie Interlagos (Výsledky)              | Pole   | Michael Schumacher | Ferrari F2001           |                         | Michael Schumacher |
| 4. GP 15. duben     | San Marino Imola (Výsledky)                 |        | Závod              | Ralf Schumacher         | Williams-BMW FW23       | Michael Schumacher |
| 4. GP 15. duben     | San Marino Imola (Výsledky)                 | Kolo   | Ralf Schumacher    | Williams-BMW FW23       |                         | Michael Schumacher |
| 4. GP 15. duben     | San Marino Imola (Výsledky)                 | Pole   | David Coulthard    | McLaren-Mercedes MP4-16 |                         | Michael Schumacher |
| 5. GP 29. duben     | Španělsko Circuit de Catalunya (Výsledky)   |        | Závod              | Michael Schumacher      | Ferrari F2001           | Michael Schumacher |
| 5. GP 29. duben     | Španělsko Circuit de Catalunya (Výsledky)   | Kolo   | Michael Schumacher | Ferrari F2001           |                         | Michael Schumacher |
| 5. GP 29. duben     | Španělsko Circuit de Catalunya (Výsledky)   | Pole   | Michael Schumacher | Ferrari F2001           |                         | Michael Schumacher |
| 6. GP 13. květen    | Rakousko A1 Ring (Výsledky)                 |        | Závod              | David Coulthard         | McLaren-Mercedes MP4-16 | Michael Schumacher |
| 6. GP 13. květen    | Rakousko A1 Ring (Výsledky)                 | Kolo   | David Coulthard    | McLaren-Mercedes MP4-16 |                         | Michael Schumacher |
| 6. GP 13. květen    | Rakousko A1 Ring (Výsledky)                 | Pole   | Michael Schumacher | Ferrari F2001           |                         | Michael Schumacher |
| 7. GP 27. květen    | Monako Circuit de Monaco (Výsledky)         |        | Závod              | Michael Schumacher      | Ferrari F2001           | Michael Schumacher |
| 7. GP 27. květen    | Monako Circuit de Monaco (Výsledky)         | Kolo   | David Coulthard    | McLaren-Mercedes MP4-16 |                         | Michael Schumacher |
| 7. GP 27. květen    | Monako Circuit de Monaco (Výsledky)         | Pole   | David Coulthard    | McLaren-Mercedes MP4-16 |                         | Michael Schumacher |
| 8. GP 10. červen    | Kanada Circuit Gilles Villeneuve (Výsledky) |        | Závod              | Ralf Schumacher         | Williams-BMW FW23       | Michael Schumacher |
| 8. GP 10. červen    | Kanada Circuit Gilles Villeneuve (Výsledky) | Kolo   | Ralf Schumacher    | Williams-BMW FW23       |                         | Michael Schumacher |
| 8. GP 10. červen    | Kanada Circuit Gilles Villeneuve (Výsledky) | Pole   | Michael Schumacher | Ferrari F2001           |                         | Michael Schumacher |
| 9. GP 23. červen    | Evropa Nürburgring (Výsledky)               |        | Závod              | Michael Schumacher      | Ferrari F2001           | Michael Schumacher |
| 9. GP 23. červen    | Evropa Nürburgring (Výsledky)               | Kolo   | Juan Pablo Montoya | Williams-BMW FW23       |                         | Michael Schumacher |
| 9. GP 23. červen    | Evropa Nürburgring (Výsledky)               | Pole   | Michael Schumacher | Ferrari F2001           |                         | Michael Schumacher |
| 10. GP 1. červenec  | Francie Magny-Cours (Výsledky)              |        | Závod              | Michael Schumacher      | Ferrari F2001           | Michael Schumacher |
| 10. GP 1. červenec  | Francie Magny-Cours (Výsledky)              | Kolo   | David Coulthard    | McLaren-Mercedes MP4-16 |                         | Michael Schumacher |
| 10. GP 1. červenec  | Francie Magny-Cours (Výsledky)              | Pole   | Ralf Schumacher    | Williams-BMW FW23       |                         | Michael Schumacher |
| 11. GP 15. červenec | Velká Británie Silverstone (Výsledky)       |        | Závod              | Mika Häkkinen           | McLaren-Mercedes MP4-16 | Michael Schumacher |
| 11. GP 15. červenec | Velká Británie Silverstone (Výsledky)       | Kolo   | Mika Häkkinen      | McLaren-Mercedes MP4-16 |                         | Michael Schumacher |
| 11. GP 15. červenec | Velká Británie Silverstone (Výsledky)       | Pole   | Michael Schumacher | Ferrari F2001           |                         | Michael Schumacher |
| 12. GP 29. červenec | Německo Hockenheimring (Výsledky)           |        | Závod              | Ralf Schumacher         | Williams-BMW FW23       | Michael Schumacher |
| 12. GP 29. červenec | Německo Hockenheimring (Výsledky)           | Kolo   | Juan Pablo Montoya | Williams-BMW FW23       |                         | Michael Schumacher |
| 12. GP 29. červenec | Německo Hockenheimring (Výsledky)           | Pole   | Juan Pablo Montoya | Williams-BMW FW23       |                         | Michael Schumacher |
| 13. GP 19. srpen    | Maďarsko Hungaroring (Výsledky)             |        | Závod              | Michael Schumacher      | Ferrari F2001           | Michael Schumacher |
| 13. GP 19. srpen    | Maďarsko Hungaroring (Výsledky)             | Kolo   | Mika Häkkinen      | Ferrari F1-2000         |                         | Michael Schumacher |
| 13. GP 19. srpen    | Maďarsko Hungaroring (Výsledky)             | Pole   | Michael Schumacher | Ferrari F2001           |                         | Michael Schumacher |
| 14. GP 2. září      | Belgie Spa-Francorchamps (Výsledky)         |        | Závod              | Michael Schumacher      | Ferrari F2001           | Michael Schumacher |
| 14. GP 2. září      | Belgie Spa-Francorchamps (Výsledky)         | Kolo   | Michael Schumacher | Ferrari F2001           |                         | Michael Schumacher |
| 14. GP 2. září      | Belgie Spa-Francorchamps (Výsledky)         | Pole   | Juan Pablo Montoya | Williams-BMW FW23       |                         | Michael Schumacher |
| 15. GP 16. září     | Itálie Monza (Výsledky)                     |        | Závod              | Juan Pablo Montoya      | Ferrari F1-2000         | Michael Schumacher |
| 15. GP 16. září     | Itálie Monza (Výsledky)                     | Kolo   | Ralf Schumacher    | Williams-BMW FW23       |                         | Michael Schumacher |
| 15. GP 16. září     | Itálie Monza (Výsledky)                     | Pole   | Juan Pablo Montoya | Williams-BMW FW23       |                         | Michael Schumacher |
| 16. GP 30. září     | USA Indianapolis (Výsledky)                 |        | Závod              | Mika Häkkinen           | Ferrari F1-2000         | Michael Schumacher |
| 16. GP 30. září     | USA Indianapolis (Výsledky)                 | Kolo   | Juan Pablo Montoya | Williams-BMW FW23       |                         | Michael Schumacher |
| 16. GP 30. září     | USA Indianapolis (Výsledky)                 | Pole   | Michael Schumacher | Ferrari F2001           |                         | Michael Schumacher |
| 17. GP 14. říjen    | Japonsko Suzuka (Výsledky)                  |        | Závod              | Michael Schumacher      | Ferrari F2001           | Michael Schumacher |
| 17. GP 14. říjen    | Japonsko Suzuka (Výsledky)                  | Kolo   | Ralf Schumacher    | Williams-BMW FW23       |                         | Michael Schumacher |
| 17. GP 14. říjen    | Japonsko Suzuka (Výsledky)                  | Pole   | Michael Schumacher | Ferrari F2001           |                         | Michael Schumacher |

## Konečné hodnocení Mistrovství světa

### Jezdci
1. Michael Schumacher Ferrari 123
2. David Coulthard McLaren 65
3. Rubens Barrichello Ferrari 56
4. Ralf Schumacher Williams 49
5. Mika Häkkinen McLaren 37
6. Juan Pablo Montoya Williams 31
7. Jacques Villeneuve B.A.R 12
8. Nick Heidfeld Sauber 12
9. Jarno Trulli Renault 12
10. Kimi Raikkonen Sauber 9
11. Giancarlo Fisichella Jordan 8
12. Eddie Irvine Jaguar 6
13. Heinz Harald Frentzen Jordan 6
14. Olivier Panis B.A.R 5
15. Jean Alesi Prost 5
16. Pedro de la Rosa Jaguar 3
17. Jenson Button Benetton 2
18. Jos Verstappen Arrows 1

### Pohár konstruktérů
1. Ferrari 179
2. McLaren 102
3. Williams 80
4. Sauber 21
5. Jordan 19
6. B.A.R 17
7. Renault 10
8. Jaguar 9
9. Prost 4
10. Arrows 1

### Národy
1. Německo 190
2. Velká Británie 73
3. Brazílie 56
4. Finsko 46
5. Kolumbie 31
6. Itálie 20
7. Kanada 12
8. Francie 10
9. Španělsko 3
10. Nizozemí 1

## Roční statistiky
| Vítězství             | Vůz         | Motor       | Národ             |
| --------------------- | ----------- | ----------- | ----------------- |
| Michael Schumacher 9× | Ferrari 9×  | Ferrari 9×  | Německo 12×       |
| Ralf Schumacher 3×    | Williams 4× | BMW 4×      | Velká Británie 2× |
| David Coulthard 2×    | McLaren 4×  | Mercedes 4× | Finsko 2×         |
| Mika Hakkinen 2×      | -           | -           | Kolumbie 1×       |
| Juan Pablo Montoya 1× | -           | -           | -                 |

| Pole positions         | Vůz         | Motor       | Národ             |
| ---------------------- | ----------- | ----------- | ----------------- |
| Michael Schumacher 11× | Ferrari 11× | Ferrari 11× | Německo 12×       |
| Juan Pablo Montoya 3×  | Williams 4× | BMW 4×      | Kolumbie 3×       |
| David Coulthard 2×     | McLaren 2×  | Mercedes 2× | Velká Británie 2× |
| Ralf Schumacher 1×     | -           | -           | -                 |

| Nejrychlejší kolo     | Vůz         | Motor       | Národ             |
| --------------------- | ----------- | ----------- | ----------------- |
| Ralf Schumacher 5×    | Williams 8× | BMW 8×      | Německo 8×        |
| David Coulthard 3×    | McLaren 6×  | Mercedes 6× | Velká Británie 3× |
| Miki Hakkinen 3×      | Ferrari 3×  | Ferrari 3×  | Finsko 3×         |
| Michael Schumacher 3× | -           | -           | -                 |
| Juan Pablo Montoya 3× | -           | -           | -                 |

| Podium                  | Vůz         | Motor            | Národ             |
| ----------------------- | ----------- | ---------------- | ----------------- |
| Michael Schumacher 14×  | Ferrari 24× | Ferrari 24×      | Německo 20×       |
| Rubens Barrichello 10×  | McLaren 13× | Mercedes 13×     | Velká Británie11x |
| David Coulthard 10×     | Williams 9× | BMW 9×           | Brazílie 10×      |
| Ralf Schumacher 5×      | BAR 2×      | Honda 2×         | Kolumbie 2 x      |
| Juan Pablo Montoya 4×   | Sauber 1×   | Petronas 1×      | Finsko 3×         |
| Mika Hakkinen 3×        | Jaguar 1×   | Ford Cosworth 1× | Kanada 2×         |
| Jacques Villeneuve 2×   | Benetton 1× | Renault 1×       | Itálie 1×         |
| Nick Heidfeld 1×        | -           | -                | -                 |
| Eddie Irvine 1×         | -           | -                | -                 |
| Giancarlo Fisichella 1× | -           | -                | -                 |

| Nejrychlejší GP | Jezdec       | Vůz      | Rychlost     |
| --------------- | ------------ | -------- | ------------ |
| Itálie          | Montoya      | Williams | 239,280 km/h |
| Německo         | R.Schumacher | Williams | 235,351 km/h |
| Belgie          | M.Schumacher | Ferrari  | 221,065 km/h |
| Velká Británie  | Hakkinen     | McLaren  | 216,262 km/h |
| Japonsko        | M.Schumaher  | Ferrari  | 212,981 km/h |
| Rakousko        | Coulthard    | McLaren  | 209,638 km/h |
| Evropa          | M.Schumacher | Ferrari  | 204,154 km/h |
| Španělsko       | M.Schumacher | Ferrari  | 202,592 km/h |
| San Marino      | R.Schumacher | Williams | 202,219 km/h |
| USA             | Hakkinen     | McLaren  | 198,039 km/h |
| Francie         | M.Schumacher | Ferrari  | 196,167 km/h |
| Kanada          | R.Schumacher | Williams | 193,630 km/h |
| Austrálie       | M.Shumacher  | Ferrari  | 187,465 km/h |
| Brazílie        | Coulthard    | McLaren  | 185,392 km/h |
| Maďarsko        | M.Schumacher | Ferrari  | 181,238 km/h |
| Malajsie        | M.Schumacher | Ferrari  | 170,031 km/h |
| Monako          | M.Shumacher  | Ferrari  | 149,882 km/h |

| Nejtěsnější vítězství | Vítěz        | Druhý        | Rozdíl    |
| --------------------- | ------------ | ------------ | --------- |
| Monako                | M.Schumacher | Barrichello  | 0:00.431s |
| Austrálie             | M.Schumacher | Coulthard    | 0:01.718  |
| Rakousko              | Coulthard    | M.Schumacher | 0:02.191s |
| Japonsko              | M.Schumacher | Montoya      | 0:03.154  |
| Evropa                | M.Schumacher | Montoya      | 0:04.217  |
| San Marino            | R.Schumacher | Coulthard    | 0:04.352s |
| Itálie                | Montoya      | Barrichello  | 0:05.175  |
| Belgie                | M.Schumacher | Coulthard    | 0:10.098s |
| Francie               | M.Schumacher | R.Schumacher | 0:10.399  |
| USA                   | Hakkinen     | M.Shumacher  | 0:11.046  |
| Brazílie              | Coulthard    | M.Schumacher | 0:16.164s |
| Kanada                | R.Schumacher | M.Schumacher | 0:20.235s |
| Malajsie              | M.Schumacher | Barrichello  | 0:23.660  |
| Maďarsko              | M.Schumacher | Barrichello  | 0:33.363  |
| Velká Británie        | Hakkinen     | M.Schumacher | 0:33.646  |
| Španělsko             | M.Schumacher | Montoya      | 0:40.738  |
| Německo               | R.Schumacher | Barrichello  | 0:46.117  |